# Монастырка (приток Рудной)
Монасты́рка — река на юге Дальнегорского городского округа. Крупный приток р. Рудная. Исток находится вблизи Дальнегорского перевала (перевал в низовья Зеркальной, Кавалеровский район), на восточном склоне г. Кисина на высоте ок. 600 м. Течёт на северо-восток и впадает справа в р. Рудная всего в 1,7 км от её устья. Длина реки 23 км, площадь водосбора 144 км². Имеет общие водоразделы с Прямой, Зеркальной, а также с ручьями, впадающими в Японское море (Океанская, Быстрый, Васьковский).

## Гидрология
Река Монастырка относительно своей длины имеет большую площадь водосбора. Принимая крупные притоки, река быстро становится полноводной. Пики расходов воды во время паводков немного сглажены благодаря относительно небольшому уклону русла и наличию заболоченных участков в пойме и надпойменных террасах.

## Рельеф
На площади водосбора Монастырки условно можно выделить три типа рельефа. Первый — отроги горного массива г. Голая. Ручьи (левые притоки Монастырки) промыли здесь глубокие долины, склоны крутые, с большими относительными превышениями. Второй тип рельефа — отроги прибрежного хребта. Склоны здесь невысоки, хребтики и гривки имеют как широтное, так и меридиональное простирание. Третий тип — межгорная котловина верховьев и среднего течения Монастырки. Здесь хорошо развиты надпойменные таррасы и деллювиальные шлейфы у подножья гор.

## Природа

Луга и широкие террасы в верховьях Монастырки. На заднем плане г. Скалистая на водоразделе с р. Кривая.

Природа в бассейне Монастырки отличается богатством и разнообразием. Этому способствуют многие факторы. В первую очередь это особенности рельефа, который оказывает влияние на микроклимат. В зимнее время высокие хребты ограничивают приток холодных воздушных масс с северо-запада. На их крутых южных склонах быстрее испаряется снег, нагревает их и окружающий воздух. Помимо конвективного переноса тепла от подстилающей поверхности, осуществляется и радиационный перенос тепла от больших масс открытой воды близлежащего Японского моря. Особенности летней циркуляции воздушных масс заключаются в том, что холодный морской воздух с туманами имеет небольшую мощность и может распространяться вглубь материка лишь по долинам рек. Даже невысокие сопки, окаймляющие бассейн Монастырки с юго-востока, могут являться препятствием от проникновения холодного приземного, а точнее «надводного» воздушного слоя.
Большая часть водосбора Монастырки покрыта широколиственными лесами. По правым притокам преобладают дубняки. По левым — смешанный лес, в котором дубняки по южным склонам чередуются с кедрачами, по северным склонам с примесями других пород деревьев — липы, берёзы и др. Также здесь произрастают клён, бархат, ясень, в подлеске встречается орешник (лещина разнолистная), леспедеца двуцветная. В широкой долине Монастырки, даже в верхнем течении, встречаются луга, местами заболоченные.
Богатый растительный мир в сочетании с относительной труднодоступностью территории и её ограниченным хозяйственным использованием, позволяет существовать здесь таким редким животным, как пятнистым оленям, тиграм, а также кабанам, косулям, изюбрам, белогрудым медведям и др.

## Хозяйственное использование
По правобережью Монастырки простирается государственный зоологический заказник «Чёрные Скалы», созданный в 1984 году с целью сохранения популяции горала и пятнистого оленя.

## История освоения
До середины XX века в верховьях Монастырки существовало небольшое село Верхняя Монастырка. В настоящее время, в нижнем течении реки есть дачный посёлок.

## Промышленность
В 1947—1948 годах в долине р. Монастырка начали активно проводиться поисковые и геологоразведочные работы, в результате которых в 1949 году геологом Георгием Тимофеевичем Вагановым (1913—1999) было открыто Ново-Монастырское оловянно-полиметаллическое месторождение, на базе которого работал 3-й Советский рудник комбината «Сихали», объединения «Дальполиметалл». В 1951—1957 годах геологоразведочными работами было выявлено Монастырское месторождение, расположенное в двух километрах вверх по течению реки от п. Нижняя Монастырка между ключами Мухлынинским и Рудным.

## Сельское хозяйство
В бассейне Монастырки значительная площадь пастбищ и покосов. Также район благоприятен для земледелия, но земля возделывается лишь в дачном посёлке Ниж. Монастырка.

## Отдых и туризм
С древних времён долина реки привлекала человека, о чём свидетельствуют находки здесь археологических памятников. Наиболее древние датируются 4 — 5 тысячелетиями до н. э. По правым притокам Монастырки имеются природоохранные территории заказника «Чёрные Скалы». Вдоль всей Монастырки проходит грунтовая дорога, широкая и гладкая до первого брода, за ним узкая и плохо проходимая, разветвляющаяся на полях, местами размытая. В двух местах дороги выходят за пределы бассейна — через перевал Дальнегорский — в долину Зеркальной, а также в Океанскую Падь.

## Притоки (км от устья)
Крупнейшие выделены жирным шрифтом. Расстояния подсчитаны по спутниковым снимкам Wikimapia с учётом изгибов русла реки.
- 5,7 км: руч. Дорожный (лв)
- 6,8 км: руч. Обиженный (лв)
- 7,0 км: руч. Рудный (лв)
- 9,5 км: руч. Мухлынинский (лв)
- 9,8 км: руч. Узкий (пр)
- 11,5 км: Охинский Ключ (лв)
- 12,5 км: ручей Падь Лешковская (пр)
- 13,9 км: Кисинский Ключ (лв)
- 16,6 км: река Перевальная (пр)
- 22,8 км: руч. Падь Пушнины (лв)
- 25,3 км: исток